# Bukitlayang
Bukitlayang is een bestuurslaag in het regentschap Bangka van de provincie Bangka-Belitung, Indonesië. Bukitlayang telt 3256 inwoners (volkstelling 2010).